# Saint-Maurice-des-Lions
Pour les articles homonymes, voir Saint-Maurice.
Saint-Maurice-des-Lions est une commune du sud-ouest de la France, située dans le département de la Charente en région Nouvelle-Aquitaine.
Ses habitants sont les Saint-Mauriçois et les Saint-Mauriçoises.

## Géographie

### Localisation et accès
Saint-Maurice-des-Lions est une commune de la Charente limousine située sur la rive droite de la Vienne, à 6 km au sud-est de Confolens et 55 km au nord-est d'Angoulême. Avec une superficie de plus de 50 km2, c'est la commune du département de la Charente la plus étendue.
Le bourg de Saint-Maurice est aussi à 10 km au nord de Chabanais, 13 km au nord-est de Roumazières-Loubert, 18 km au nord-ouest de Saint-Junien et 46 km à l'ouest de Limoges.
La route principale traversant la commune et le bourg est la D 948, route de Limoges à Niort entre Étagnac et Confolens. La D 166, de Lesterps à Roumazières traverse aussi la commune et le bourg du nord-est au sud-ouest; elle franchit la Vienne par le pont de Manot. La D 51, route de Confolens à Saulgond, traverse le nord-est de la commune. La D 167 va au nord en direction d'Esse.
La gare la plus proche est celle de Chabanais, desservie par des TER à destination d'Angoulême et de Limoges.

### Hameaux et lieux-dits

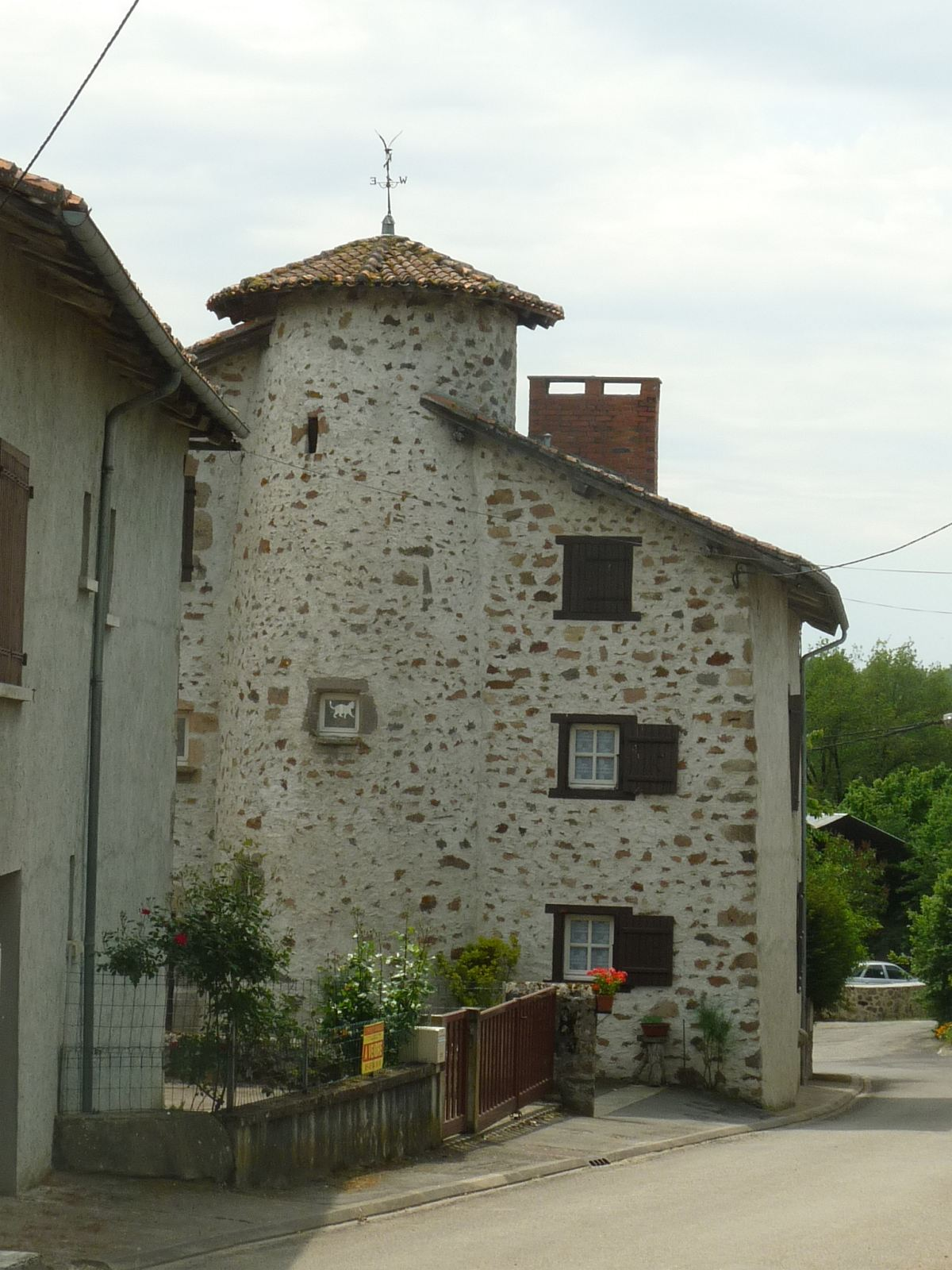
Maison restaurée à Lésignac.

Le village de Lésignac (ou Lézignac) est assez important, et il est situé en limite orientale de la commune. Celle-ci, assez étendue, compte d'autres hameaux : la Plagne, le Chambon avec sa tuilerie, Rue, Gamory, la Brouterie, Lesterie, Chez Fourot, Mazouin, le Cluzeau, Chez Pougeard, Sellas, etc. ainsi que de nombreuses métairies.

### Communes limitrophes
Les communes limitrophes sont  Ansac-sur-Vienne, Chabrac, Chirac, Confolens, Esse, Lesterps, Manot et Saulgond.
| Confolens        | Esse                    | Lesterps |
| Ansac-sur-Vienne | Saint-Maurice-des-Lions | Saulgond |
| Manot            | Chirac                  | Chabrac  |

### Géologie et relief
Comme toute cette partie nord-est du département de la Charente qu'on appelle la Charente limousine, la commune se trouve sur le plateau du Limousin, partie occidentale du Massif central, composé de roches cristallines et métamorphiques, relique de la chaîne hercynienne.
Le sous-sol de la commune de Saint-Maurice est composé de granit, diorite et gneiss,,,
.
La commune occupe un vaste plateau ondulé d'une altitude moyenne de 200 m, qui descend vers la vallée de la Vienne qui borde la commune à l'ouest. Les altitudes s'étagent entre 132 m, dans la vallée de la Vienne en limite nord-ouest, et 245 m, en limite orientale. Le bourg est à environ 190 m d'altitude.

### Hydrographie

#### Réseau hydrographique
La commune est située dans la région hydrographique de « la Loire de la Vienne (c) à la Maine (nc) », une partie du Bassin de la Loire, au sein du Bassin Loire-Bretagne. Elle est drainée par la Vienne, le Goire, la Malicherie, la Font, le Chambon, le Cluzeau, le Mas et par divers petits cours d'eau, qui constituent un réseau hydrographique de 51 km de longueur totale,.
Le bourg domine la rive du Goire, affluent de la Vienne à Confolens, et le ruisseau de Biais qui grossit le Goire en aval de Saint-Maurice. Le Goire traverse la commune du sud-est au nord-ouest et passe aussi au pied de Lésignac. D'autres petits affluents traversent ou bordent la commune, comme ceux du Cluzeau, de la Malicherie, du Chambon, de la Font. La Vienne borde la commune à l'ouest, et les ruisseaux parfois à sec de Rue, de chez Boutant et de la Brouterie s'y jettent. La commune compte aussi de nombreux petits étangs et retenues.

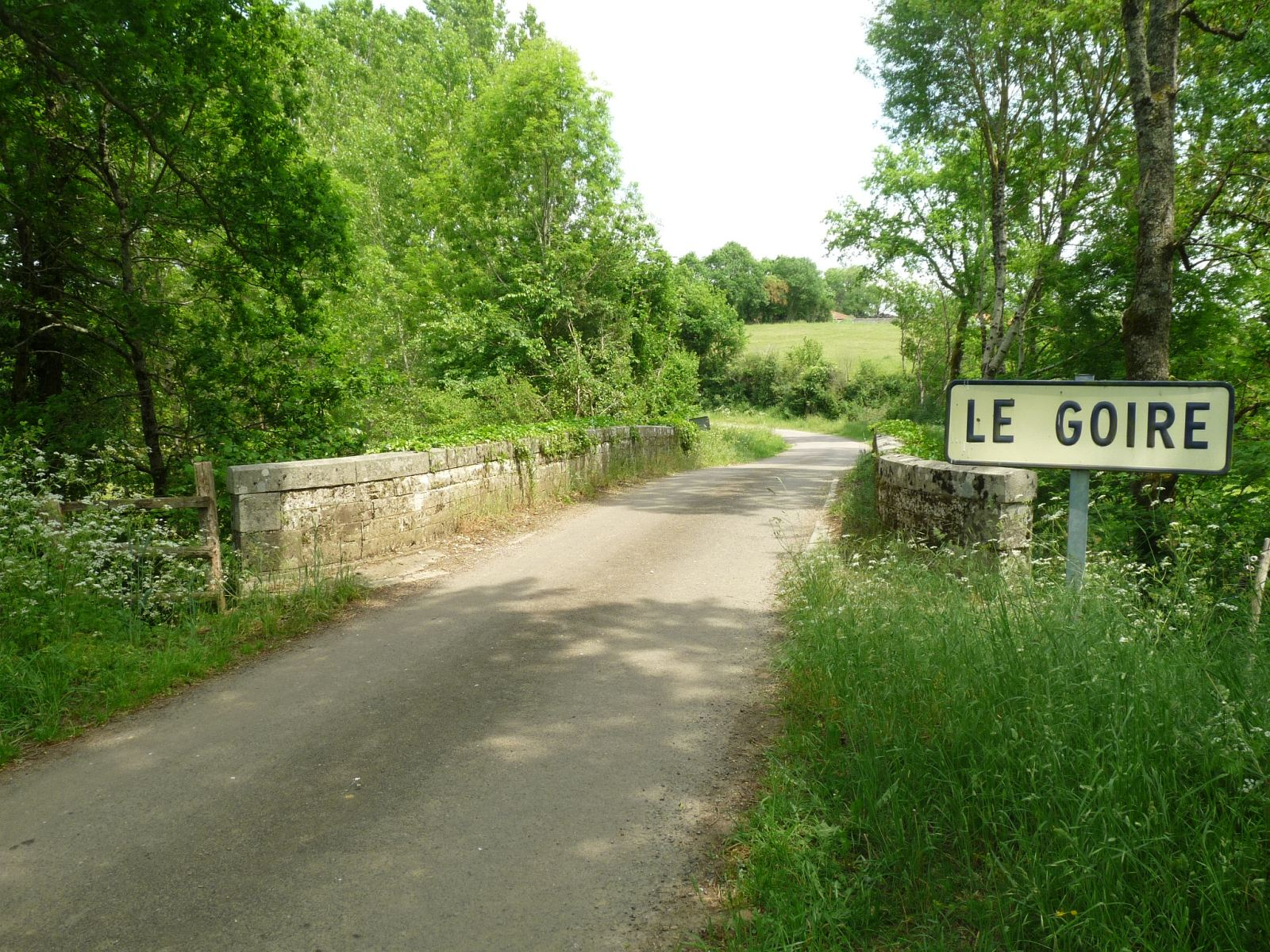
Le Goire au pied de Lésignac.
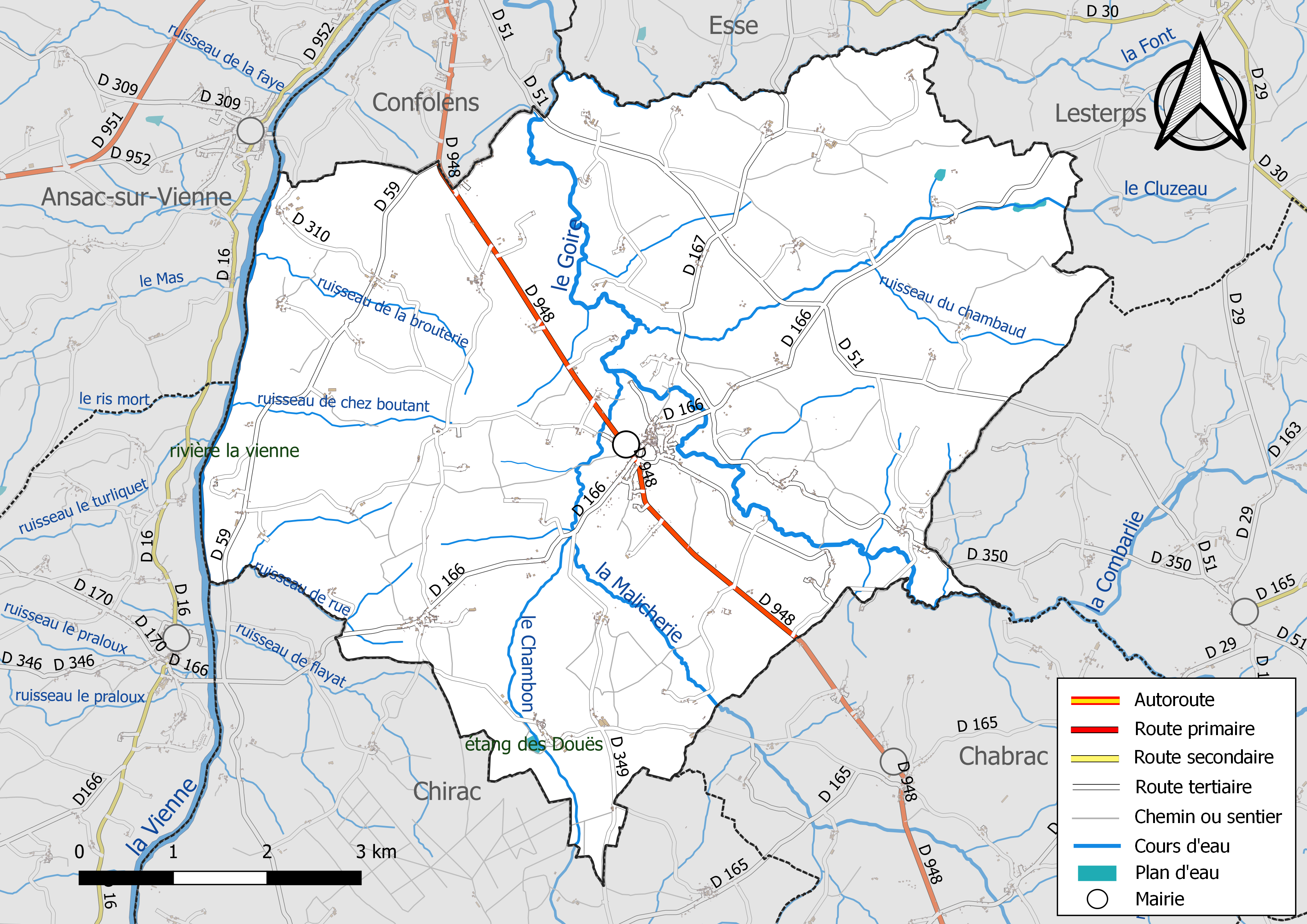
Réseaux hydrographique et routier de Saint-Maurice-des-Lions

#### Gestion des eaux
Le territoire communal est couvert par le schéma d'aménagement et de gestion des eaux (SAGE) « Vienne ». Ce document de planification, dont le territoire correspond au bassin du bassin de la Vienne, d'une superficie de 7 060 km2, a été approuvé le 1er juin 2006. La structure porteuse de l'élaboration et de la mise en œuvre est l'établissement public territorial de bassin Vienne. Il définit sur son territoire les objectifs généraux d’utilisation, de mise en valeur et de protection quantitative et qualitative des ressources en eau superficielle et souterraine, en respect des objectifs de qualité définis dans le troisième SDAGE du Bassin Loire-Bretagne qui couvre la période 2022-2027, approuvé le 18 mars 2022.

### Climat
Le climat est océanique dégradé. C'est celui de la Charente limousine, plus humide et plus frais que celui du reste du département.

## Urbanisme

### Typologie
Au 1er janvier 2024, Saint-Maurice-des-Lions est catégorisée commune rurale à habitat très dispersé, selon la nouvelle grille communale de densité à 7 niveaux définie par l'Insee en 2022.
Elle est située hors unité urbaine. Par ailleurs la commune fait partie de l'aire d'attraction de Confolens, dont elle est une commune de la couronne,. Cette aire, qui regroupe 14 communes, est catégorisée dans les aires de moins de 50 000 habitants,.

### Occupation des sols
L'occupation des sols de la commune, telle qu'elle ressort de la base de données européenne d’occupation biophysique des sols Corine Land Cover (CLC), est marquée par l'importance des territoires agricoles (91,5 % en 2018), une proportion sensiblement équivalente à celle de 1990 (91,9 %). La répartition détaillée en 2018 est la suivante :
prairies (65,4 %), terres arables (18,5 %), zones agricoles hétérogènes (7,6 %), forêts (6,7 %), zones urbanisées (0,9 %), eaux continentales (0,6 %), milieux à végétation arbustive et/ou herbacée (0,3 %). L'évolution de l’occupation des sols de la commune et de ses infrastructures peut être observée sur les différentes représentations cartographiques du territoire : la carte de Cassini (XVIIIe siècle), la carte d'état-major (1820-1866) et les cartes ou photos aériennes de l'IGN pour la période actuelle (1950 à aujourd'hui).

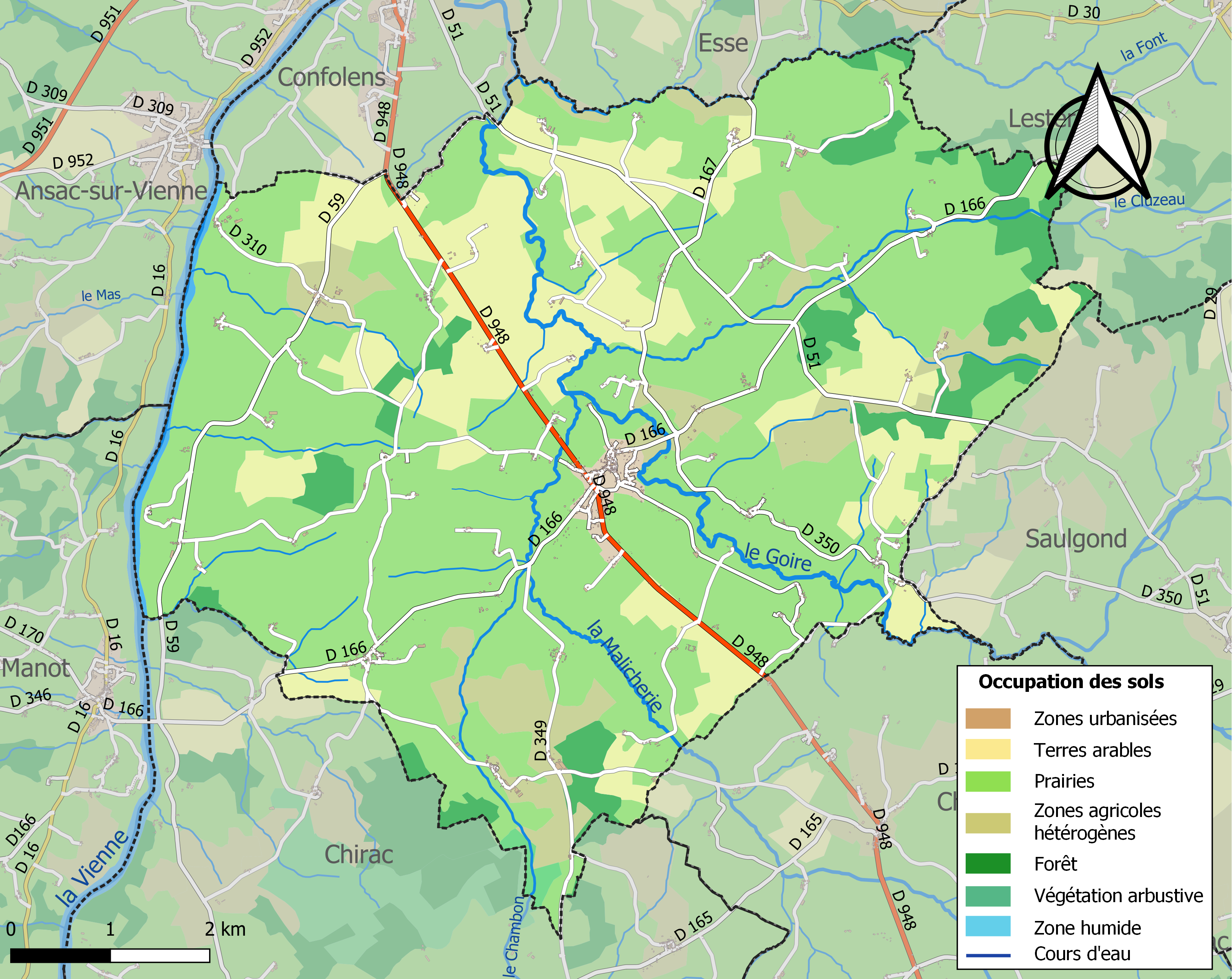
Carte des infrastructures et de l'occupation des sols de la commune en 2018 (CLC).

### Risques majeurs
Le territoire de la commune de Saint-Maurice-des-Lions est vulnérable à différents aléas naturels : météorologiques (tempête, orage, neige, grand froid, canicule ou sécheresse), inondations et séisme (sismicité faible). Il est également exposé à deux risques technologiques, le transport de matières dangereuses et la rupture d'un barrage, et à un risque particulier : le risque de radon. Un site publié par le BRGM permet d'évaluer simplement et rapidement les risques d'un bien localisé soit par son adresse soit par le numéro de sa parcelle.

#### Risques naturels
Certaines parties du territoire communal sont susceptibles d’être affectées par le risque d’inondation par débordement de cours d'eau, notamment la Vienne, le Goire et la Malicherie. La commune a été reconnue en état de catastrophe naturelle au titre des dommages causés par les inondations et coulées de boue survenues en 1982, 1983, 1993, 1995 et 1999,.

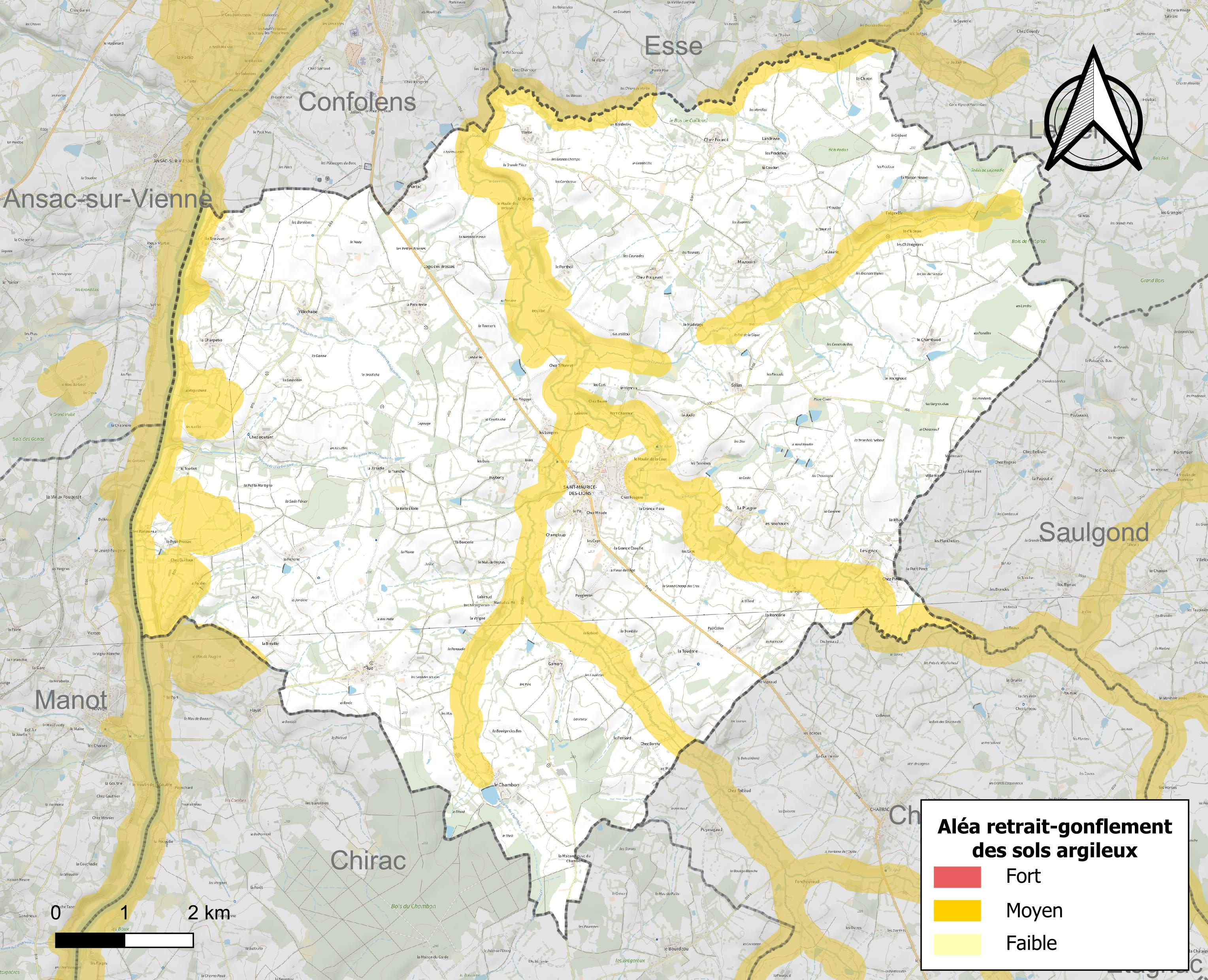
Carte des zones d'aléa retrait-gonflement des sols argileux de Saint-Maurice-des-Lions.

Le retrait-gonflement des sols argileux est susceptible d'engendrer des dommages importants aux bâtiments en cas d’alternance de périodes de sécheresse et de pluie. 17,9 % de la superficie communale est en aléa moyen ou fort (67,4 % au niveau départemental et 48,5 % au niveau national). Sur les 578 bâtiments dénombrés sur la commune en 2019, 71 sont en aléa moyen ou fort, soit 12 %, à comparer aux 81 % au niveau départemental et 54 % au niveau national. Une cartographie de l'exposition du territoire national au retrait gonflement des sols argileux est disponible sur le site du BRGM,.
Par ailleurs, afin de mieux appréhender le risque d’affaissement de terrain, l'inventaire national des cavités souterraines permet de localiser celles situées sur la commune.
Concernant les mouvements de terrains, la commune a été reconnue en état de catastrophe naturelle au titre des dommages causés par la sécheresse en 2003 et par des mouvements de terrain en 1999.

#### Risques technologiques
Le risque de transport de matières dangereuses sur la commune est lié à sa traversée par une ou des infrastructures routières ou ferroviaires importantes ou la présence d'une canalisation de transport d'hydrocarbures. Un accident se produisant sur de telles infrastructures est susceptible d’avoir des effets graves sur les biens, les personnes ou l'environnement, selon la nature du matériau transporté. Des dispositions d’urbanisme peuvent être préconisées en conséquence.
La commune est en outre située en aval des barrages de Lavaud-Gelade et Vassivière, des ouvrages de classes A. À ce titre elle est susceptible d’être touchée par l’onde de submersion consécutive à la rupture de cet ouvrage.

#### Risque particulier
Dans plusieurs parties du territoire national, le radon, accumulé dans certains logements ou autres locaux, peut constituer une source significative d’exposition de la population aux rayonnements ionisants. Certaines communes du département sont concernées par le risque radon à un niveau plus ou moins élevé. Selon la classification de 2018, la commune de Saint-Maurice-des-Lions est classée en zone 3, à savoir zone à potentiel radon significatif.

## Toponymie
Le nom est attesté par la forme ancienne Sanctus Mauritius au Moyen Âge.
Maurice, chef de la légion thébaine, fut martyrisé à Agaune (Saint-Maurice, en Suisse) en 286
Trois lions en granit d'origine gallo-romaine probable ornaient autrefois le bourg de Saint-Maurice, et note 34 (VERIFIER), et ont donné une partie de son nom à la commune.
Aujourd'hui il n'en reste plus qu'un au pied de la croix en granit sur la place du Terrier, place centrale du bourg. Il est très usé par les intempéries et les enfants qui le chevauchaient. La tradition locale veut que les deux autres aient été volés par les habitants de Limoges après une violente bagarre. L'hypothèse semble plausible car les deux lions ornant l'église Saint-Michel-des-Lions à Limoges ressemblent fort à celui de Saint-Maurice.
Pendant la Révolution, Saint-Maurice-des-Lions s'est appelée provisoirement La Côte.

### Langue régionale
La commune faisait partie de la partie de la Charente qui parlait autrefois le dialecte limousin, forme locale de l'occitan. Elle se nommait Sent-Maurzis dans cette langue.

## Histoire

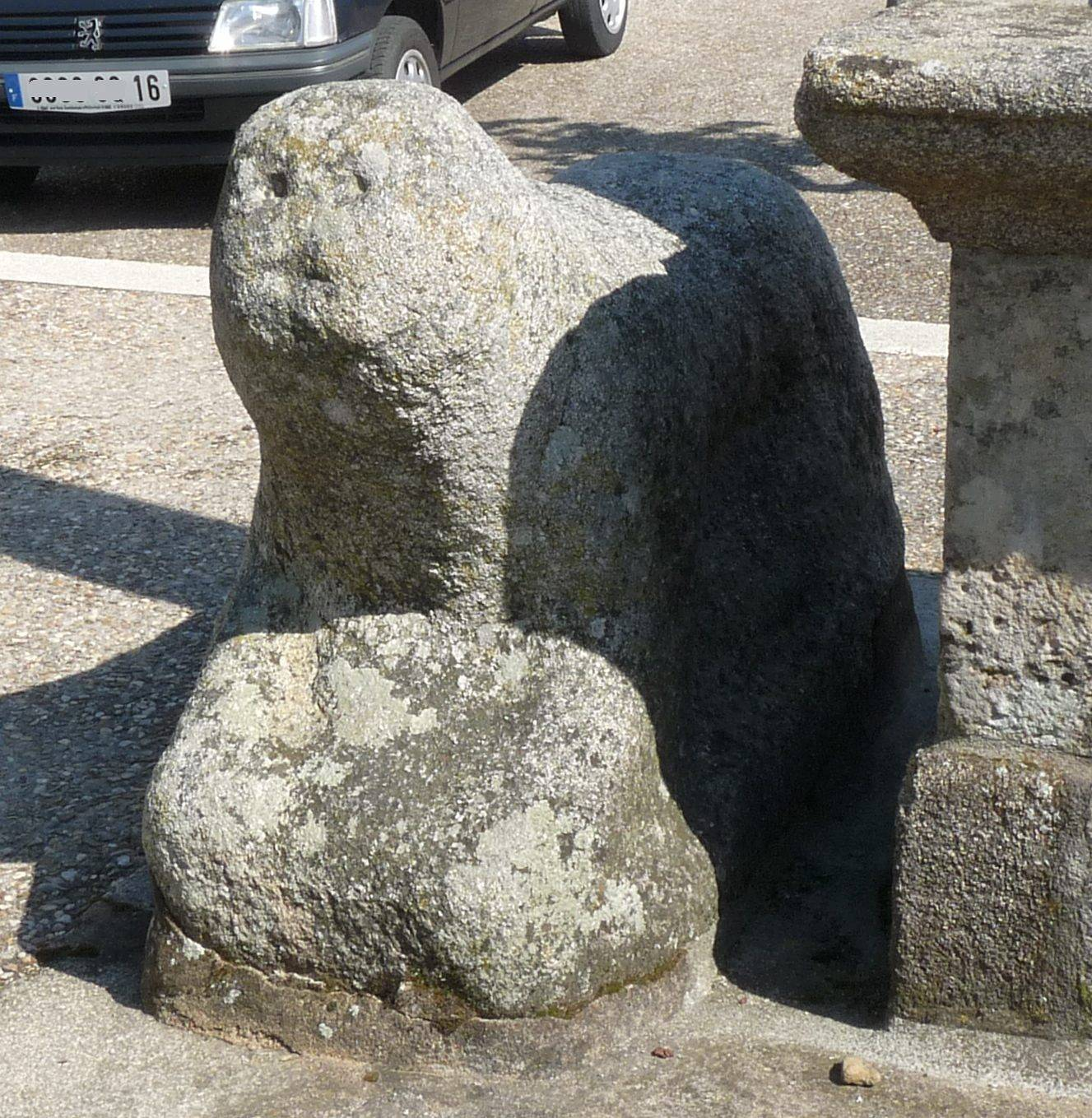
Le lion sur la place du Terrier.

Au Moyen Âge, Saint-Maurice était sur un itinéraire transversal d'un chemin de Saint-Jacques-de-Compostelle, qui se dirigeait du Limousin vers Angoulême par Manot pour bifurquer vers Saintes (reliques de saint Eutrope), Blanzac (vers Blaye) ou Aubeterre (vers Sainte-Foy-la-Grande).
Sous l'Ancien Régime, ces trois paroisses dépendaient du comté de Confolens, mais aucune d'elles n'était le siège d'une juridiction.
Les fiefs étaient nombreux et peu importants. Les principales familles étaient la famille de Barbarin, qui possédait les fiefs du Pontheil et de la Touderie, la famille d'Assier des Brosses, la famille de Rouziers et les familles La Cour de Rocquart, du Pin et de La Sudrie.
La paroisse de Lézignac-sur-Goire était un prieuré-cure qui dépendait de l'abbaye de Lesterps. L'église a été démolie et il n'en reste plus qu'une pierre tombale du XIIIe siècle.
Jean-François d'Assier, plus connu sous le nom du chevalier d'Assier, possédait le fief des Brosses, à Saint-Maurice, mais aussi Tourteron, dans la paroisse de Saint-Simeux.
La famille de Rouziers était d'abord établie dans la paroisse de Lézignac, puis elle acquit en 1618 le domaine de Rhus, qu'elle possédait encore au début du XXe siècle. L'un de ses membres, François de Rouziers, fut nommé gouverneur de Brigueuil en 1573 par le comte de Lude, gouverneur du Poitou.
Au centre du bourg, une ancienne chapelle doit dater du XVIIe siècle. Il y avait autrefois une étoffe en tapisserie, qui a disparu.
La commune a été formée après la Révolution par les trois paroisses de Saint-Maurice, la plus importante, Lézignac-sur-Goire, et Le Chambon, paroisse qui a été partagée avec la commune de Chirac. Elle devient la plus vaste commune du département.
Au début du XXe siècle, l'industrie était encore représentée par quelques moulins dont le plus important était celui des Brosses, et quelques carrières de granit.

### Les Templiers et les Hospitaliers
Au début, le Chambon était une partie de la paroisse de Chirac. D'origine templière, l'ancienne maison du Temple du Chambon a été érigée en paroisse particulière vers la fin du XIIIe siècle. Elle dépendait en premier lieu de la commanderie du Petit-Madieu, puis après la dévolution des biens de l'ordre du Temple de celle du Grand-Madieu.

## Administration

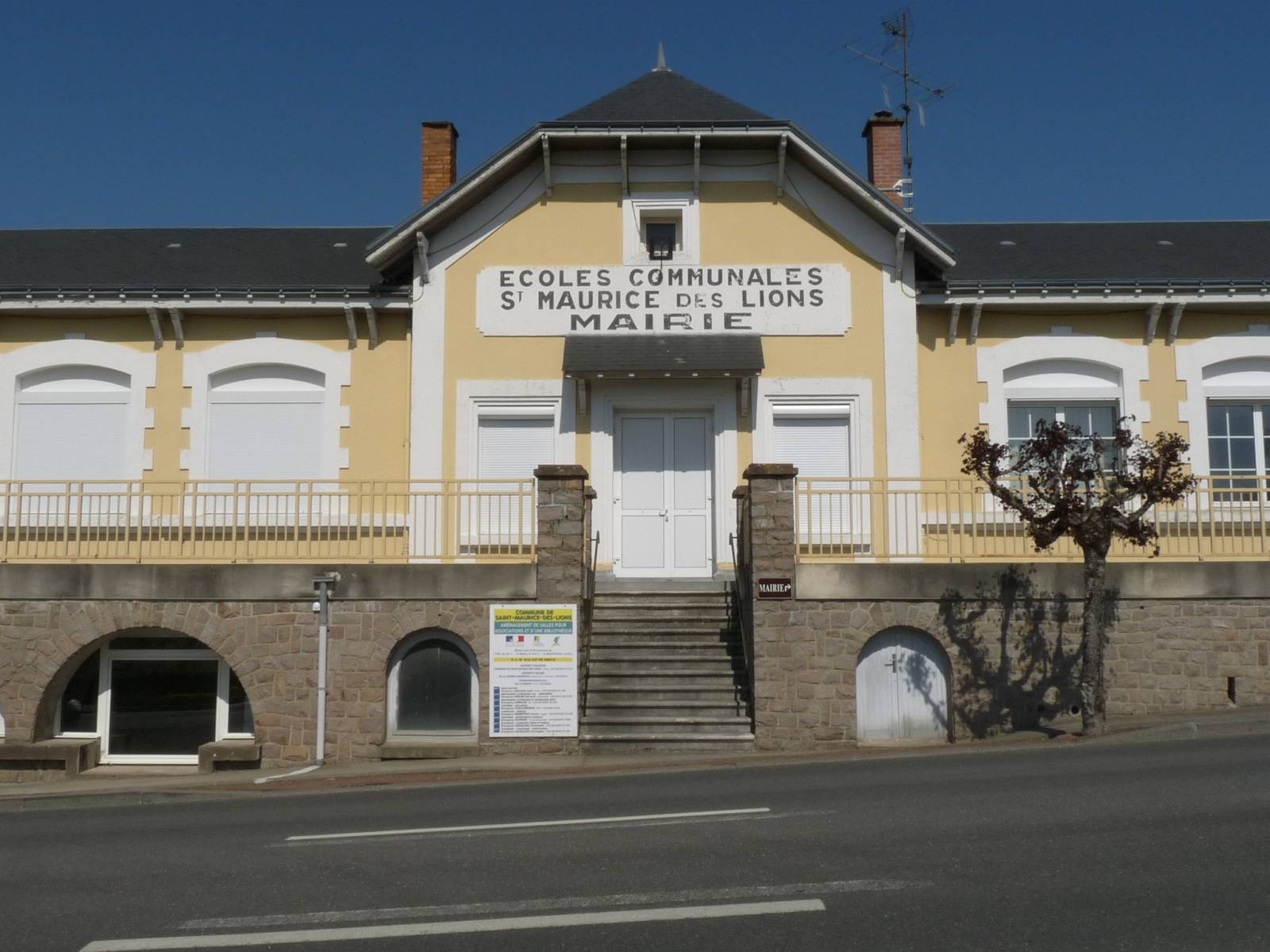
La mairie.

| Période   | Période   | Identité                          | Étiquette      | Qualité                                           |
| --------- | --------- | --------------------------------- | -------------- | ------------------------------------------------- |
| 1793      | 1796      | Jean-Joseph Barbier               |                |                                                   |
| 1798      | 1798      | François Barbier                  |                | Président de l’administration municipale          |
| 1800      | 1807      | Jean-Baptiste Blauchou            |                |                                                   |
| 1807      | 1812      | Joseph Dassier Desbrosses         |                |                                                   |
| 1812      | 1838      | Martial Clément Delasuderie       |                | Mandat peut-être terminé en 1841                  |
| 1841      | 1848      | Pierre Authier                    |                |                                                   |
| 1848      | 1852      | Philippe Debonnegeux              |                |                                                   |
| 1852      | 1862      | Pierre Authier                    |                |                                                   |
| 1862      | 1865      | Auguste de Rousiers               |                | Décès en cours de mandat                          |
| 1865      | 1867      | Joseph Audonnet                   |                | Adjoint faisant office de maire                   |
| 1867      | 1875      | Antoine Périgord de Villechenon   |                |                                                   |
| 1875      | 1876      | Raymond Wayne                     |                |                                                   |
| 1876      | 1881      | Louis de Landrevie                |                |                                                   |
| 1881      | 1888      | Raymond Wayne                     |                |                                                   |
| 1888      | 1903      | Paul de Rousiers                  |                |                                                   |
| 1903      | 1919      | Hyppolite Périgord de Villechenon |                |                                                   |
| 1919      | 1923      | Guillaume Pérucaud                |                |                                                   |
| 1923      | 1937      | Marcelin Desbordes                |                |                                                   |
| 1937      | 1941      | Joseph Clapeau                    |                |                                                   |
| 1941      | 1944      | Jean-Etienne Morand               |                | Président de la délégation spéciale               |
| 1944      | 1945      | Max Morand                        |                | Président de la délégation spéciale               |
| 1945      | 1946      | Marcel Gauthier                   |                | Président de la délégation spéciale/municipale    |
| 1946      | 1946      | Marie Tinguaud                    |                | Officier de l’état civil par délégation du préfet |
| 1946      | 1953      | Martial Chapelle                  |                |                                                   |
| 1953      | 1967      | Marcelin Boutant                  |                |                                                   |
| 1967      | 1985      | Henri Courty                      |                | Décès en cours de mandat                          |
| 1985      | 1986      | Jean Beaulieu                     | PCF            | Adjoint faisant office de maire                   |
| 1986      | 1995      | Jean Beaulieu                     | PCF            |                                                   |
| juin 1995 | mars 2001 | Arlette Rocher                    | Apparentée PCF | Institutrice                                      |
| mars 2001 | mai 2020  | Denis Delage                      | PCF            | Technicien supérieur                              |
| mai 2020  | En cours  | David Chevalier                   | DVG            | Technicien supérieur                              |

## Démographie

### Évolution démographique
L'évolution du nombre d'habitants est connue à travers les recensements de la population effectués dans la commune depuis 1793. Pour les communes de moins de 10 000 habitants, une enquête de recensement portant sur toute la population est réalisée tous les cinq ans, les populations de référence des années intermédiaires étant quant à elles estimées par interpolation ou extrapolation. Pour la commune, le premier recensement exhaustif entrant dans le cadre du nouveau dispositif a été réalisé en 2005.

En 2022, la commune comptait 896 habitants, en évolution de +1,59 % par rapport à 2016 (Charente : −0,48 %, France hors Mayotte : +2,11 %).
| 1793  | 1800  | 1806  | 1821  | 1831  | 1841  | 1846  | 1851  | 1856  |
| ----- | ----- | ----- | ----- | ----- | ----- | ----- | ----- | ----- |
| 1 850 | 1 821 | 1 721 | 1 705 | 1 735 | 1 783 | 1 890 | 1 904 | 1 896 |

| 1861  | 1866  | 1872  | 1876  | 1881  | 1886  | 1891  | 1896  | 1901  |
| ----- | ----- | ----- | ----- | ----- | ----- | ----- | ----- | ----- |
| 1 850 | 1 800 | 1 744 | 1 823 | 1 816 | 1 893 | 1 980 | 1 903 | 1 895 |

| 1906  | 1911  | 1921  | 1926  | 1931  | 1936  | 1946  | 1954  | 1962  |
| ----- | ----- | ----- | ----- | ----- | ----- | ----- | ----- | ----- |
| 1 839 | 1 804 | 1 562 | 1 559 | 1 436 | 1 501 | 1 443 | 1 274 | 1 181 |

| 1968  | 1975  | 1982 | 1990  | 1999 | 2005 | 2006 | 2010 | 2015 |
| ----- | ----- | ---- | ----- | ---- | ---- | ---- | ---- | ---- |
| 1 118 | 1 011 | 933  | 1 017 | 932  | 949  | 952  | 952  | 886  |

| 2020 | 2022 | - | - | - | - | - | - | - |
| ---- | ---- | - | - | - | - | - | - | - |
| 899  | 896  | - | - | - | - | - | - | - |

### Pyramide des âges
La population de la commune est relativement âgée.
En 2018, le taux de personnes d'un âge inférieur à 30 ans s'élève à 26,1 %, soit en dessous de la moyenne départementale (30,2 %). À l'inverse, le taux de personnes d'âge supérieur à 60 ans est de 33,7 % la même année, alors qu'il est de 32,3 % au niveau départemental.
En 2018, la commune comptait 425 hommes pour 465 femmes, soit un taux de 52,25 % de femmes, légèrement supérieur au taux départemental (51,59 %).
Les pyramides des âges de la commune et du département s'établissent comme suit.
| Hommes | Classe d’âge | Femmes |
| ------ | ------------ | ------ |
| 0,7    | 90 ou +      | 0,6    |
| 7,9    | 75-89 ans    | 9,1    |
| 25,4   | 60-74 ans    | 23,6   |
| 24,2   | 45-59 ans    | 26,0   |
| 15,6   | 30-44 ans    | 14,5   |
| 12,4   | 15-29 ans    | 11,7   |
| 13,8   | 0-14 ans     | 14,5   |

| Hommes | Classe d’âge | Femmes |
| ------ | ------------ | ------ |
| 1      | 90 ou +      | 2,7    |
| 9,2    | 75-89 ans    | 12     |
| 20,6   | 60-74 ans    | 21,3   |
| 20,7   | 45-59 ans    | 20,3   |
| 16,8   | 30-44 ans    | 16     |
| 15,6   | 15-29 ans    | 13,4   |
| 16,1   | 0-14 ans     | 14,3   |

### Remarques
Saint-Maurice-des-Lions a absorbé Lésignac avant 1801.

## Économie

### Industrie
Le groupe Terreal y dispose d'une usine de production de tuiles. C'est la tuilerie située au Chambon, construite en 1945 à la place d'une ancienne tuilerie non mécanisée.

### Commerces
Depuis les années 1950, la commune tend à se vider progressivement de ses commerces et artisans. En comparaison, il y avait 2 bouchers et boulangeries, 3 bars, 4 épiceries au début des années 1970, pour aujourd’hui une unique boulangerie ainsi qu’un nouveau bar « Le Mas des deux Lions », qui a ouvert en 2019.
Les activités locales diminuent fortement au profit d'une zone pavillonnaire croissante, qui étend pourtant la superficie du bourg.

## Équipements, services et vie locale

### Enseignement

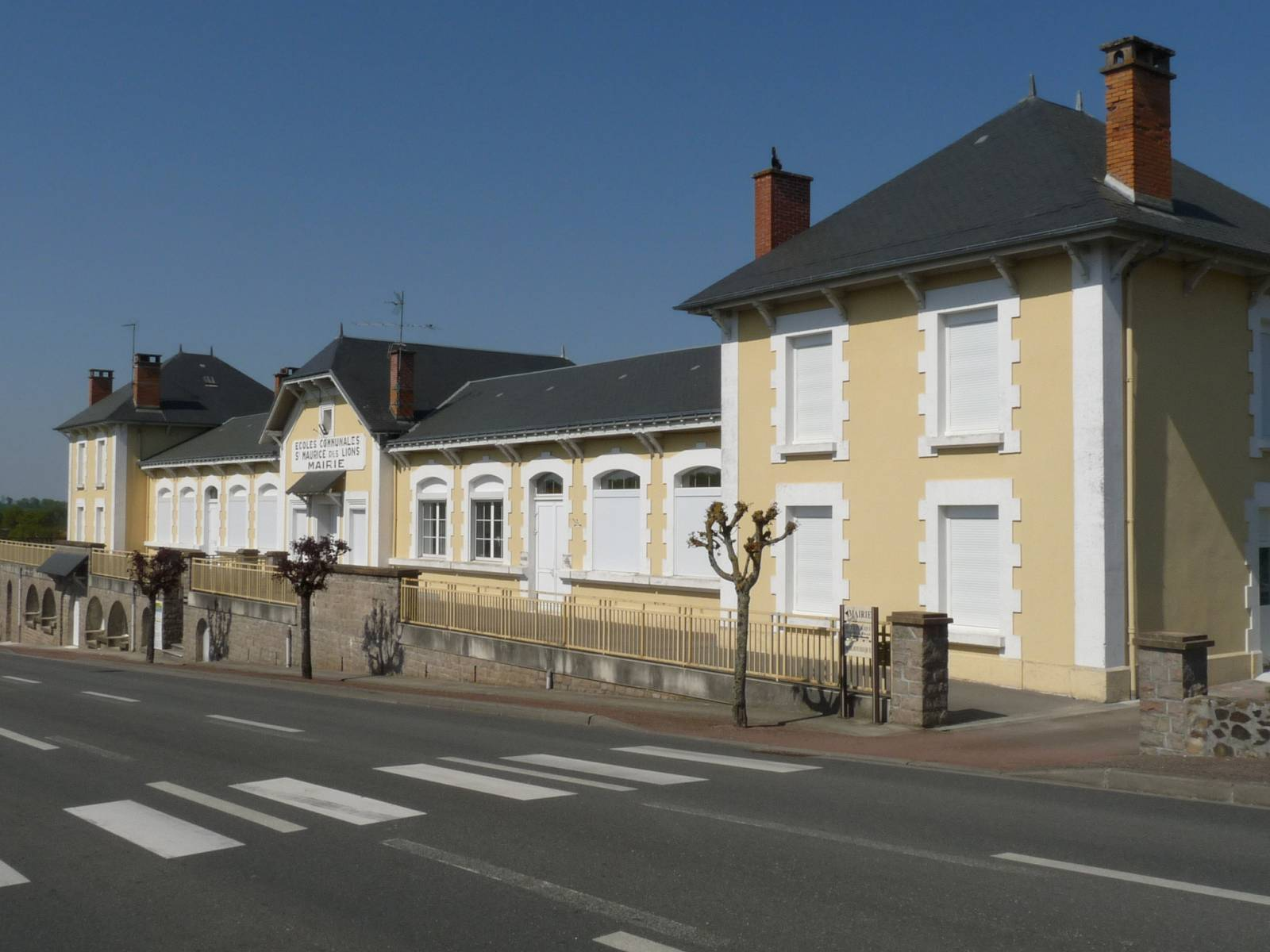
La mairie-école.

L'école publique fait partie de la mairie-école qui fut construite en 1934.
L'école est un RPI entre Chabrac et Saint-Maurice. Chabrac accueille l'école maternelle, et Saint-Maurice l'école élémentaire, avec trois classes. Le secteur du collège est Confolens.

## Lieux et monuments
- L'église paroissiale Saint-Maurice date initialement de la fin du XIIe siècle. Elle possède une coupole barlongue sur trompes à la croisée, nef voûtée d'un berceau brisé, collatéraux voûtés d'arêtes, portail à chapiteaux sculptés. Elle est classée monument historique depuis 1909[45].

Église de Saint-Maurice
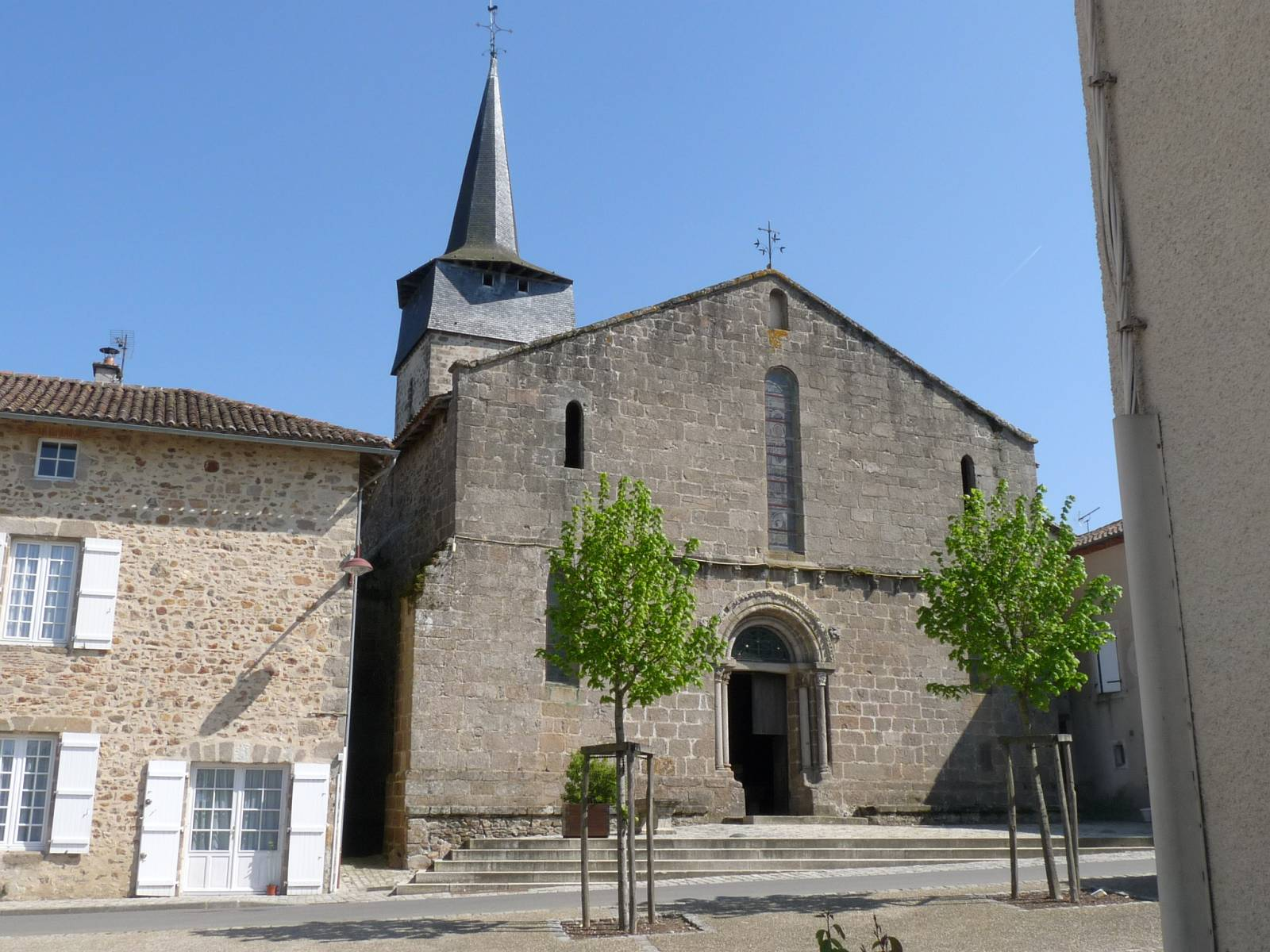
L'entrée.
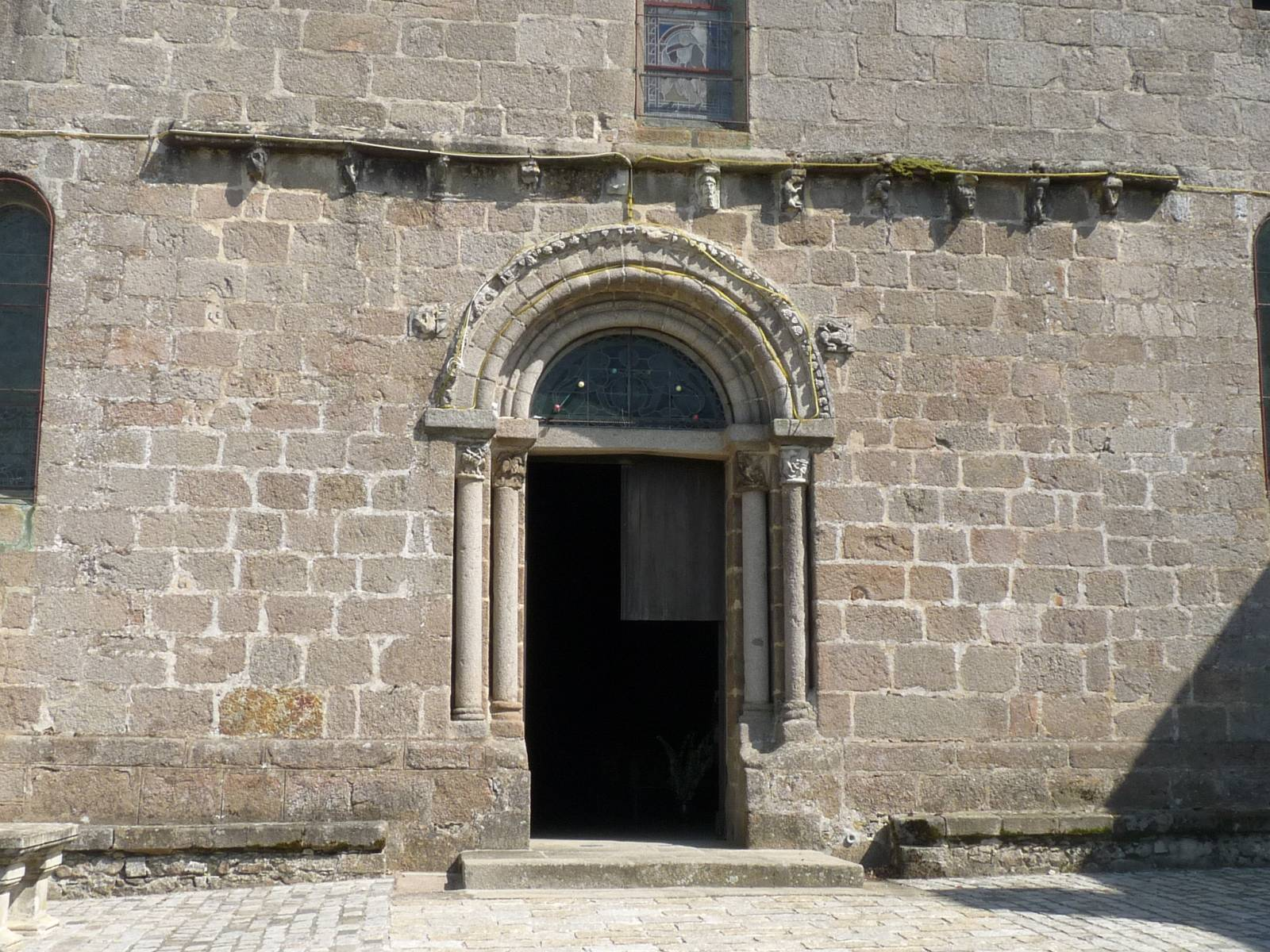
Le portail.
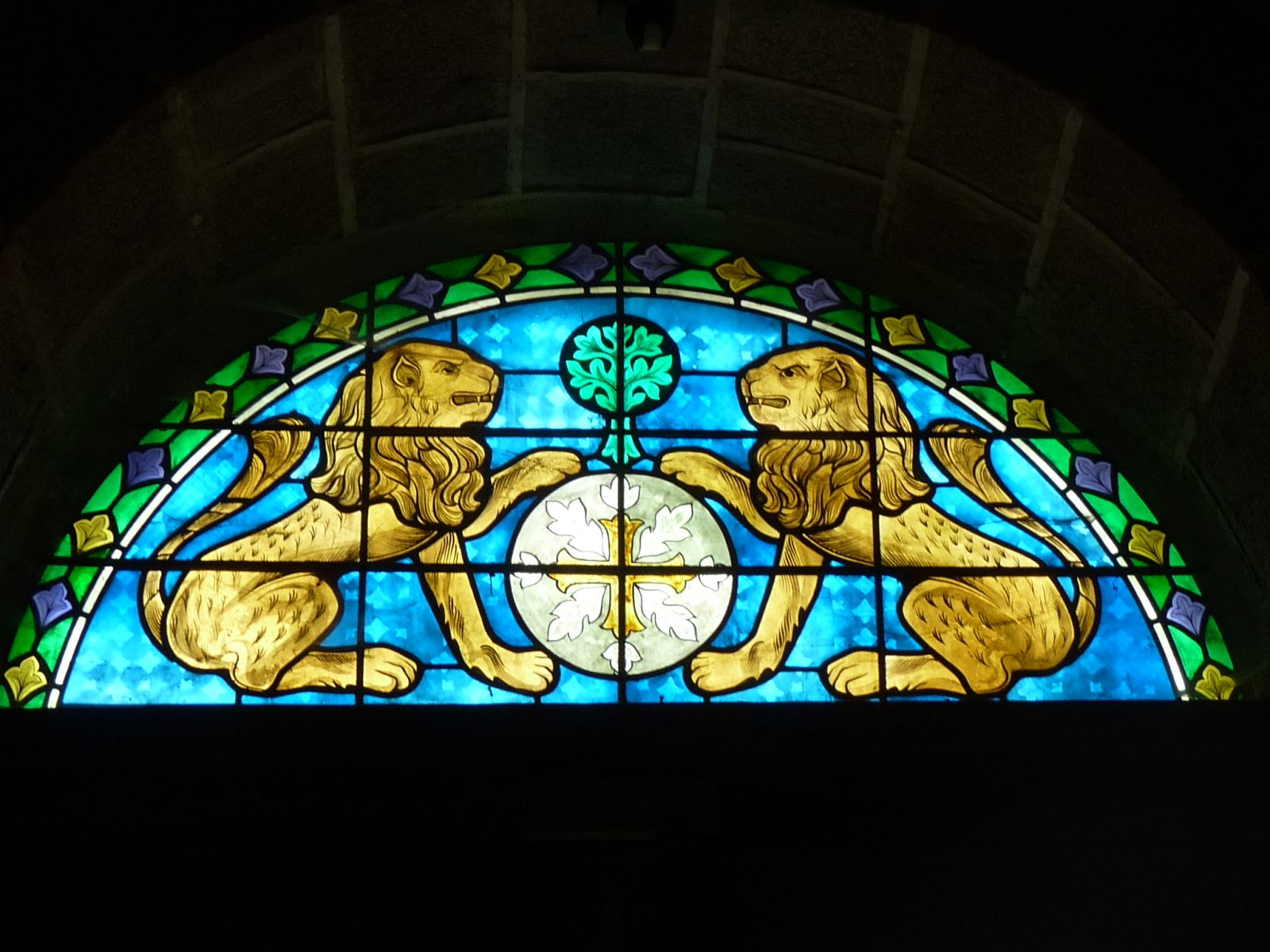
Vitrail montrant deux lions.
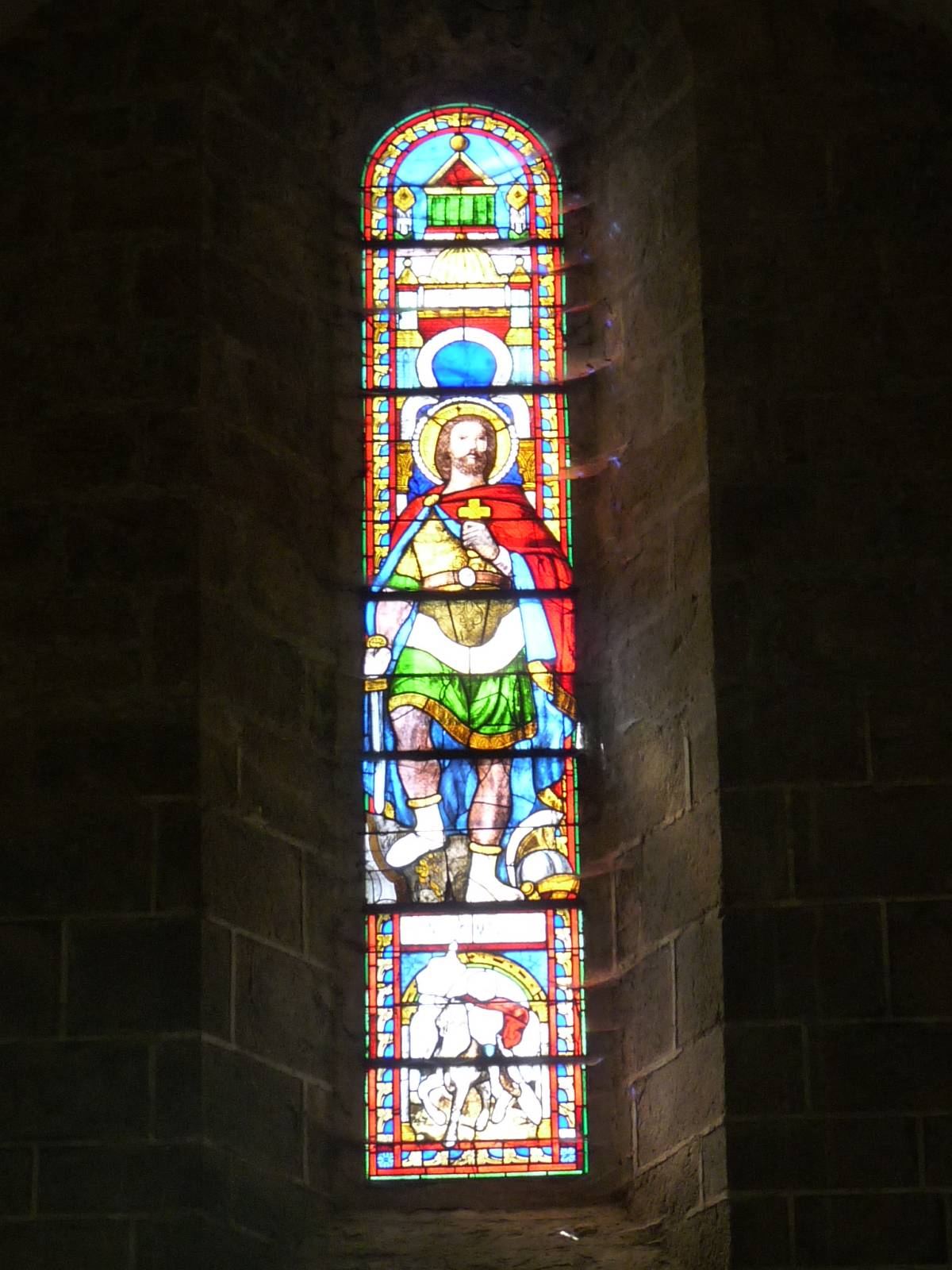
Vitrail de saint Maurice.

- Un lion de granit trône sur la place centrale. Très usé par les années, il est un symbole de la commune[28]. D'époque gallo-romaine, ayant probablement appartenu à une villa, c'est le dernier qui subsiste des trois statues qui ont donné leur nom à la commune[46].

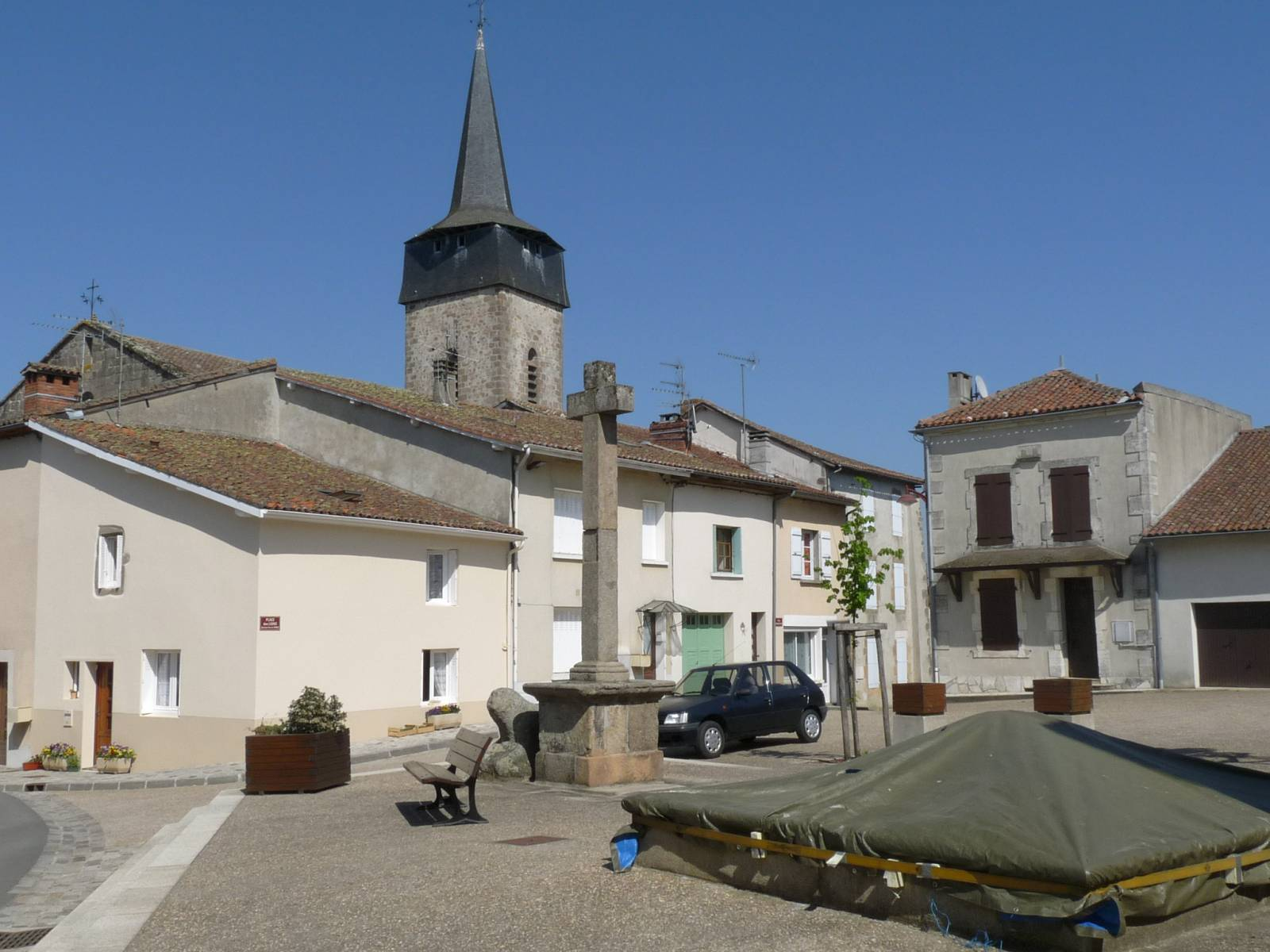
Place du Terrier, fontaine, croix et lion
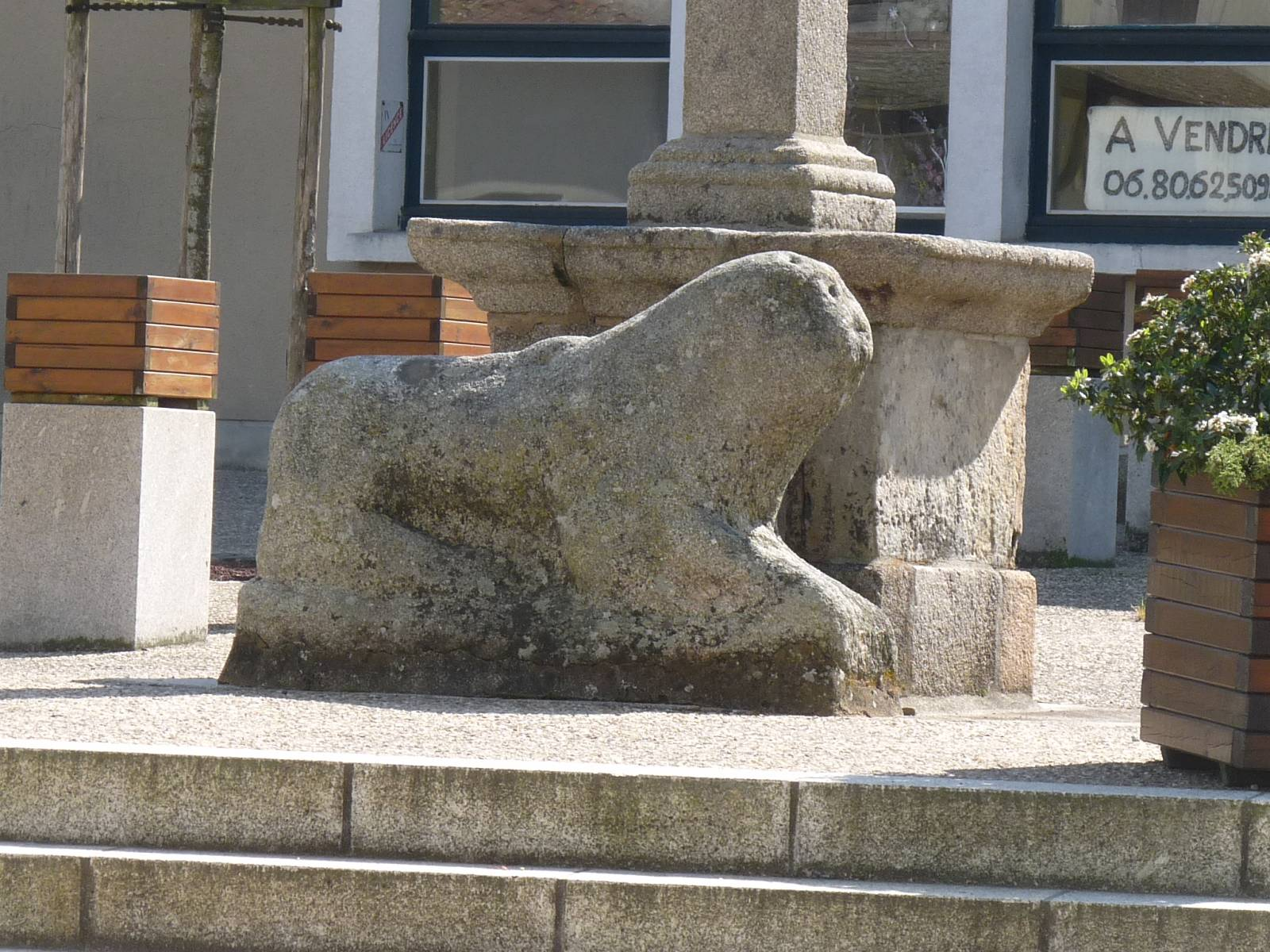
Le lion de la place du Terrier, vu de côté.
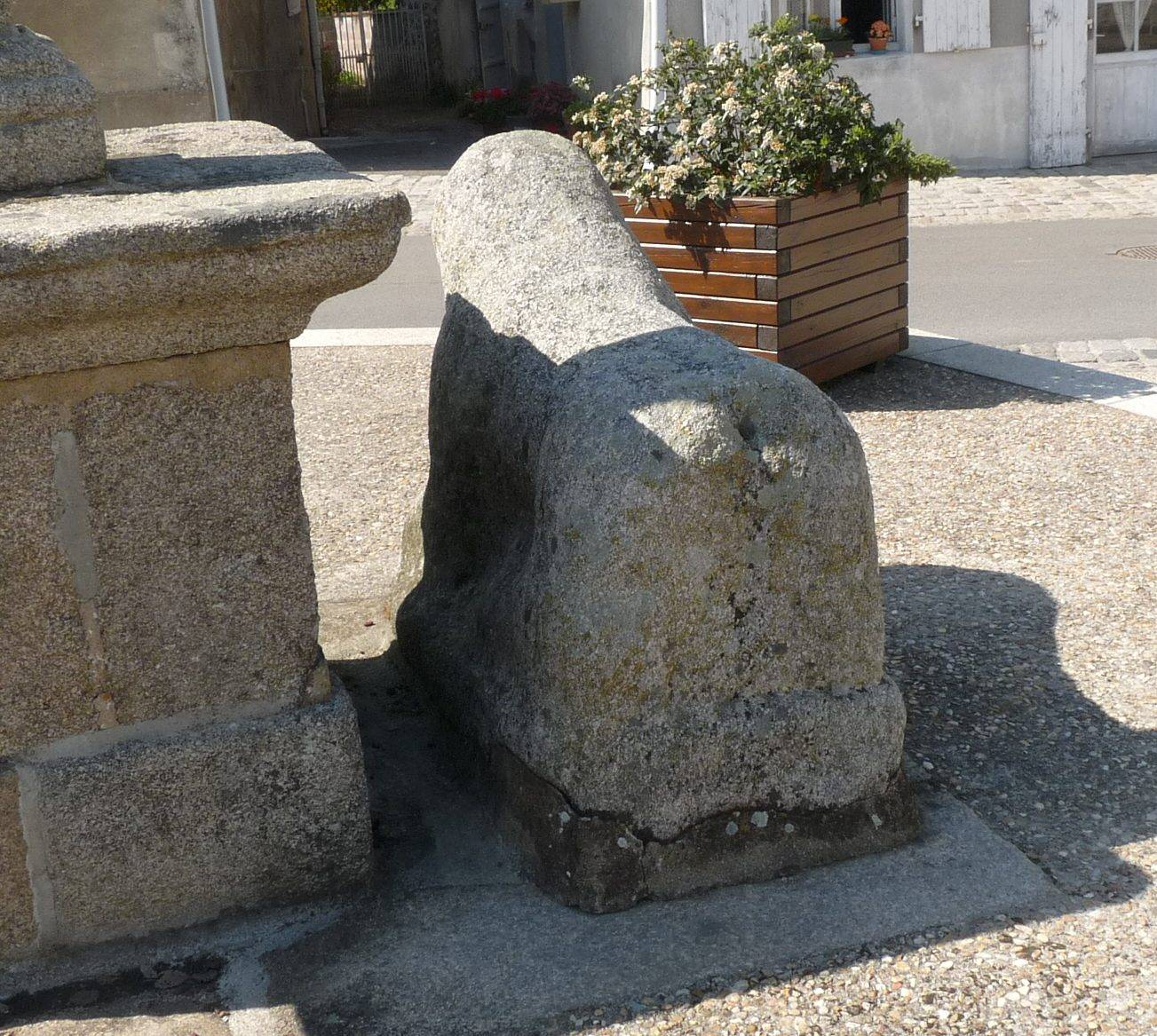
Le même lion, vu de dos.

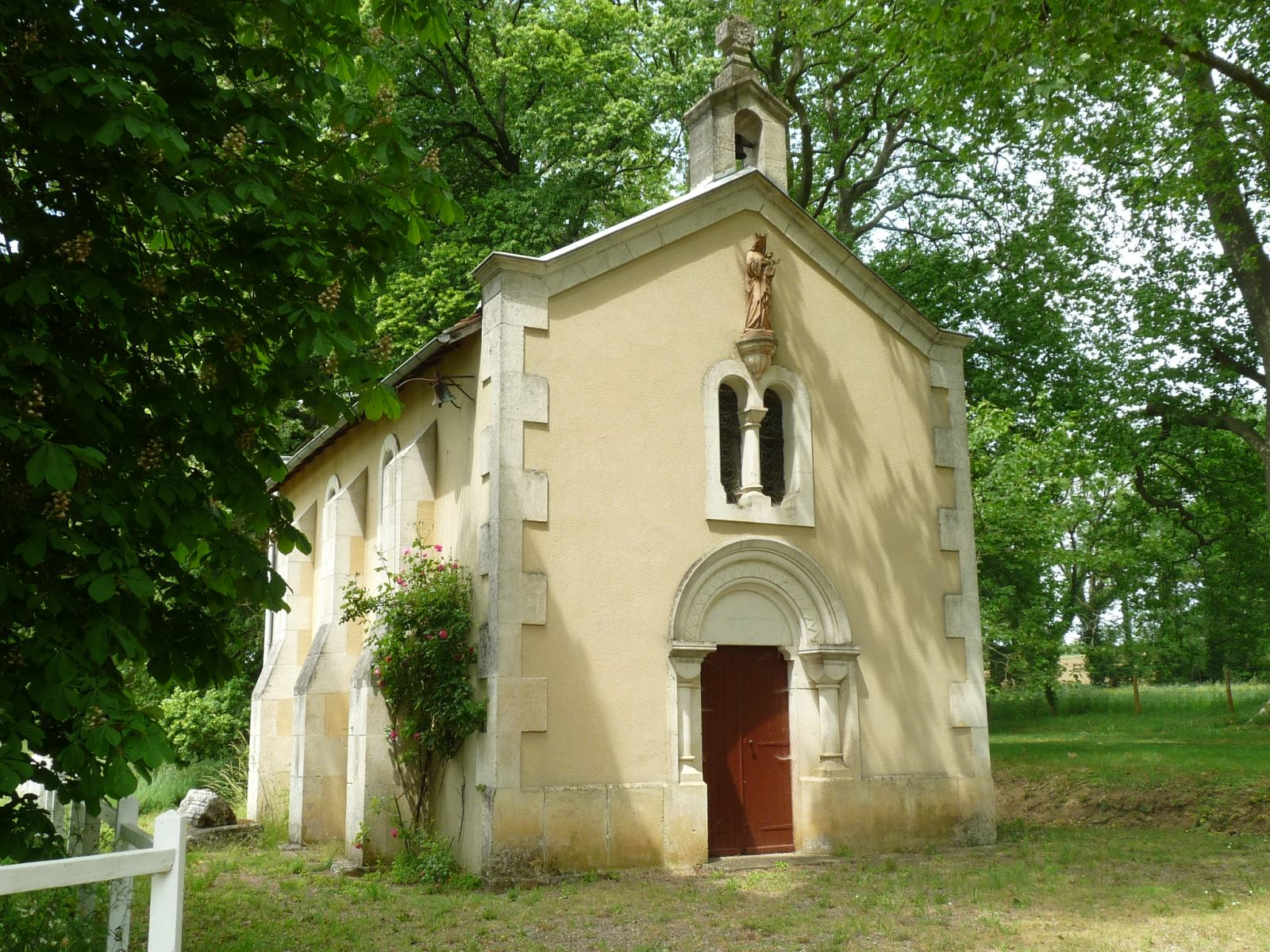
La chapelle du Rhus à Lésignac.

- Château du Rhus à Lésignac, avec sa chapelle.

## Personnalités liées à la commune
- François Pougeard du Limbert ou Dulimbert (1753-1837), fils de Jean-Baptiste Pougeard, sieur du Limbert, sénéchal de la ville et comté de Confolens, et de Marie-Radegonde Babaud de Frégeville. Il fut inhumé au cimetière de Saint-Maurice-des-Lions, où sa tombe est toujours visible.
- Jean-François Blanchon (1763-1830), député de la Charente à la Convention nationale.